# Карамболь
Карамбо́ль — разновидность бильярда, а также определение удара, при котором биток (шар, которым нанесён удар) совершает последовательное соударение с двумя прицельными шарами.

## Инвентарь

### Стол
Для игры используются столы без луз, длиной 2,84 м, шириной 1,42 м (±5 мм). Основой стола является грифельная плита, толщиной не менее 45 мм. Игровая поверхность ограничена резиновыми бортами, высотой 37 мм (±1 мм) в точке наибольшего выступания. Максимальная ширина борта — 12,5 см (±1 см), цвет — матовый, гармонирующий с цветом сукна.

### Сукно
Сукно используется для покрытия бильярдных столов с XV века. Сегодня бо́льшая часть сукна для карамбольных столов делается из грубой ткани, сделанной из стопроцентной камвольной шерсти, выкрашенной в зелёный цвет. Такое сукно является «быстрым», то есть обеспечивает достаточно маленькое сопротивление катящимся шарам. Зелёный цвет сукна используется с XVI века. По одной из версий, такой цвет был выбран для имитации травяного покрытия. Однако он выполняет и более практичную функцию: зелёный цвет для человека «нейтральный», не раздражает взгляд, что позволяет проводить более долгие матчи.

### Шары
Бильярдные шары за время своего существования делались из множества материалов: обожжённой глины, дерева, слоновой кости, различных пластиков и даже стали. Доминирующим материалом с 1627 года была слоновая кость. Необходимость замены этого сырья более современным стала очевидной в начале-середине XX века, и обуславливалась экономической эффективностью производства, а также угрозой истребления слонов.
Современные шары делаются из фенолоальдегидных полимеров или других упругих пластмасс. Диаметр шаров для карамболя колеблется от 61 до 61,5 мм, масса — от 205 до 220 гр. Разница в весе между самым лёгким и самым тяжёлым шаром в комплекте не должна превышать 2 грамма. В комплект входит три шара: однотонный белый биток, белый биток с красными или чёрными точками (также допускается однотонный жёлтый шар) и прицельный шар красного цвета.

### Кии
Для игры в карамболь разрешается использовать кии из любых материалов и любых размеров. Они могут быть как цельными, так и составными. Игрок имеет право использовать несколько киёв в одном матче. Игроки предпочитают использовать в игре составные кии, но цельные кии порой обладают более высокими игровыми качествами.

## Общие правила
Для большинства разновидностей карамболя используются следующие правила:

### Расстановка шаров
Красный шар ставится на заднюю отметку. Биток соперника — на переднюю отметку. Биток игрока — на передней линии в пределах 15 см от передней отметки.

### Начальный удар
При выполнении этого удара необходимо, чтобы биток коснулся сначала красного шара, а не битка соперника. При выполнении следующих ударов биток может касаться белого или красного шара в любом порядке.

### Отыгрыш
При отыгрыше необходимо, чтобы после соударения битка с шаром один из них коснулся борта. Запрещается отыгрываться 2 раза подряд.

### Выставление шаров
Если биток покинул пределы стола, он выставляется на переднюю отметку (если она занята, то на заднюю отметку, если и она занята, то на центральную отметку). Если выскакивает белый прицельный шар, то его выставляют на переднюю точку (если она занята, то на заднюю точку, если и она занята, то на центральную точку). Выскочивший красный шар выставляется на заднюю отметку (если она занята, то на переднюю точку, если и она занята — на центральную точку). Если одновременно выскакивают биток и прицельный шар, то сначала выставляется биток по указанным правилам, а затем прицельный шар. Если одновременно выскакивают 2 прицельных шара, то их выставляют, как указано выше. Если биток мешает выставлению одного из шаров, то сначала выставляют прицельный шар, место которого не занято, а затем другой прицельный шар. Если пределы стола покидают сразу 3 шара, то их расставляют как и при начальном ударе.

### Биток вплотную к прицельному шару
В этом случае игрок имеет право:
1. Выставить соприкасающиеся шары: красный на заднюю отметку, свой биток — на переднюю отметку и биток соперника — на центральную отметку. Если соответствующая точка занята, то шар выставляется на отметку, предназначенную для мешающего прицельного шара.
2. Произвести удар в сторону от прицельного шара, то есть биток должен коснуться борта или свободного прицельного шара, а затем коснуться прицельного шара, с которым он стоял вплотную.

### Биток вплотную к борту
Если биток находится вплотную к борту, то играть от данного борта можно. Однако если правила игры предусматривают определённое число соударений с бортами, то первое соударение с данным бортом не учитывается. Если соударение происходит вторично, то оно засчитывается. Засчитываются также и последующие соударения с тем же бортом.

## Разновидности карамболя

### Однобортный
Цель игры — набрать определённое количество очков раньше соперника. За результативный удар начисляется одно очко.
Удар считается результативным, если:
- биток коснулся как минимум одного борта, а затем последовательно двух прицельных шаров;
- биток коснулся прицельного шара, затем борта, а затем другого прицельного шара.

Основные правила:
За каждую ошибку со счёта игрока списывается одно очко. Результативный удар позволяет продолжить подход.

### Трёхбортный
Цель игры та же, что при игре в однобортный карамболь.
Удар считается результативным, если:
- биток коснулся как минимум трёх бортов, а затем последовательно двух прицельных шаров;
- биток коснулся прицельного шара, затем трёх бортов, а затем другого прицельного шара;
- биток коснулся борта, затем прицельного шара, затем еще двух бортов, а после этого другого прицельного шара;
- биток коснулся двух бортов, затем прицельного шара, затем еще одного борта, а после этого другого прицельного шара.

Основные правила: Если в результате удара один или несколько шаров покидают пределы стола, объявляется фол. Если прицельный шар стоит вплотную к борту, то при выполнении умышленного отыгрыша необходимо, чтобы после соударения битка с прицельным шаром или биток коснулся любого борта, или прицельный шар дошел до другого борта. Результативный удар позволяет продолжить подход. Если игрок допустил ошибку, право удара переходит к сопернику (очки со счёта не списываются).

### Открытая партия
Особенности:
При соударении шаров касание бортов битком не обязательно. За результативный удар начисляется одно очко. В углах стола очерчены треугольные зоны, в пределах которых можно сделать только один карамболь, а затем необходимо произвести удар, после которого красный шар или биток партнера должен покинуть эту зону для дальнейшего продолжения серии ударов. Если шар не покинул зону, то удар переходит к сопернику, но штраф не взимается.

### Кадре 47/1
(Другое название — Зонный карамболь) Особенности:
Стол делится на 9 зон: шесть квадратов у коротких бортов со стороной 47 см и три прямоугольных зоны. В каждой зоне делается только 1 карамболь собравшимися там шарами, после чего один из шаров (красный или биток противника) должен покинуть зону. Далее покинувший зону шар можно возвращать в эту же зону для продолжения очередного (снова только одного) карамболя. Разметка стола зонами для официальных соревнований может быть сделана нанесением тонких линий непосредственно на сукно, однако на практике это делают редко. Для визуального определения границ зон вполне хватает бриллиантов — специальных контрастных меток в виде точек или ромбиков, нанесенных на деревянную окантовку бортов стола.

### Кадре 74/2
Особенности:
Стол делится на 6 зон: одна линия делит стол пополам вдоль длинных бортов, две другие параллельны коротким бортам на расстоянии 74 см. В каждой зоне можно выполнить подряд не один, а два карамболя.

### Карамболь с фишками
Особенности:
Популярная в Италии и в других странах Средиземноморья игра, общие правила которой схожи с правилами однобортного карамболя. Дополнительно используются фишки — пять деревянных кеглей диаметром в 7-9 мм и высотой 25-30 мм, одна из которых (т. н. король) выделена цветом или на 5 мм выше остальных (в середине XX в. было модно использовать в качестве фишек пистолетные патроны, а позднее — фильтры, оторванные от сигарет). Фишки устанавливаются крестом в центре стола («король» — в середине креста), вдоль осевых линий стола, на расстоянии друг от друга, чуть превышающем диаметр шара. Целью игры является набор очков не только за счет совершения соударений шаров по правилам однобортного карамболя, но и за счет сбивания фишек. Наибольший очковый результат удара достигается сбиванием «короля» при сохранении стоящими остальных фишек. После каждого успешного сбивания одной или нескольких фишек они выставляются заново до очередного удара.

### Артистический карамболь
В данной разновидности карамболя игрок должен выполнять удары со строго определённым для каждого случая количеством и последовательностью соударений битка с прицельными шарами и бортами. Для каждого удара шары выставляются в определённую позицию. В некоторых положениях на стол может выставляться также одна или несколько фишек для определения траектории движения шаров.
Для выполнения удара играющему дается три попытки. В зависимости от степени сложности, за каждый успешный удар начисляется от 4 до 11 очков. Набор позиций для каждого соревнования определяется путём случайной выборки из 76 обязательных. Если один из шаров в результате удара покинул пределы стола, удар считается неудачным, даже если все прочие условия выполнены.
Для успешного удара в большинстве позиций используются приёмы (экстремальные резки, удары массе), которые чаще всего не находят применения в других разновидностях карамболя и прочих играх на бильярде. Поэтому такие удары зачастую называют трюковыми или артистическими, отсюда название игры.
По артистическому карамболю с 1986 года проводятся чемпионаты мира. Самое большое количество очков, когда-либо набранное игроком на этих соревнованиях, — 447 — заработал бельгиец Вальтер Бакс в 2006 году. В финале чемпионата 2008 года в Бельгии турецкий игрок Хаси Арап Яман в упорном пятисетовом матче переиграл титулованного испанца Хавьера Фонеллосу.